# Go Off!
Go Off! es el segundo y último álbum de la banda Cacophony. 
Salió en 1988 con el sello Shrapnel Records. A pesar de su escaso éxito ha sido un disco importante dentro del metal neoclásico.

## Listado de canciones
| N.º | Título                 | Duración |  |
| 1.  | «X-Ray Eyes»           | 5:10     |  |
| 2.  | «E.S.P»                | 6:06     |  |
| 3.  | «Stranger»             | 3:24     |  |
| 4.  | «Go Off!»              | 3:46     |  |
| 5.  | «Black Cat»            | 7:45     |  |
| 6.  | «Sword of the Warrior» | 5:09     |  |
| 7.  | «Floating World»       | 5:10     |  |
| 8.  | «Images»               | 3:43     |  |

## Personal
- Peter Marino - Voz
- Marty Friedman - Guitarra y bajo
- Jason Becker - Guitarra
- Jimmy O'Shea - Bajo
- Deen Castronovo - Batería

- Datos: Q1931889